# Хима (приток Пуксы)
Хима — река в России, протекает по Плесецкому району Архангельской области. Длина реки составляет 21 км.
Начинается в болоте восточнее деревни Средьпогост. В верховьях течёт по болоту на юг до деревни Конецгорье, затем — на северо-запад. Протекает по елово-сосновым лесам мимо Средьпогоста. Устье реки находится в 11 км по правому берегу реки Пукса у деревни Наволок. Ширина реки в среднем течении — 10 метров, скорость течения воды 0,2 м/с.
Около устья слева впадает река Перечега.

## Данные водного реестра
По данным государственного водного реестра России относится к Двинско-Печорскому бассейновому округу, водохозяйственный участок реки — Северная Двина от впадения реки Вага до устья, без реки Пинега, речной подбассейн реки — Северная Двина ниже места слияния Вычегды и Малой Северной Двины. Речной бассейн реки — Северная Двина.
Код объекта в государственном водном реестре — 03020300412103000033799.

## Фауна
Во время весеннего половодья в ручей заходит хариус. Постоянно в ручье обитает щука, окунь, плотва и налим (в донных ямах и на поворотах).

## Геология
В приустьевой части реки — месторождение серного колчедана.